# Universidad Técnica de Babahoyo
La Universidad Técnica de Babahoyo (UTB) es una universidad Pública ubicada en la provincia de Los Ríos, cuya sede se encuentra en la ciudad de Babahoyo. El 5 de octubre de 1971 fue creada oficialmente por decreto del entonces presidente de la República José María Velasco Ibarra, con las facultades de Ingeniería Agronómica, Medicina, Veterinaria y Ciencias de la Educación.
Actualmente oferta 19 carreas en sus diferentes facultades, tiene 3 Campus importantes, 2 en la ciudad de Babahoyo y uno en la Ciudad de Quevedo.

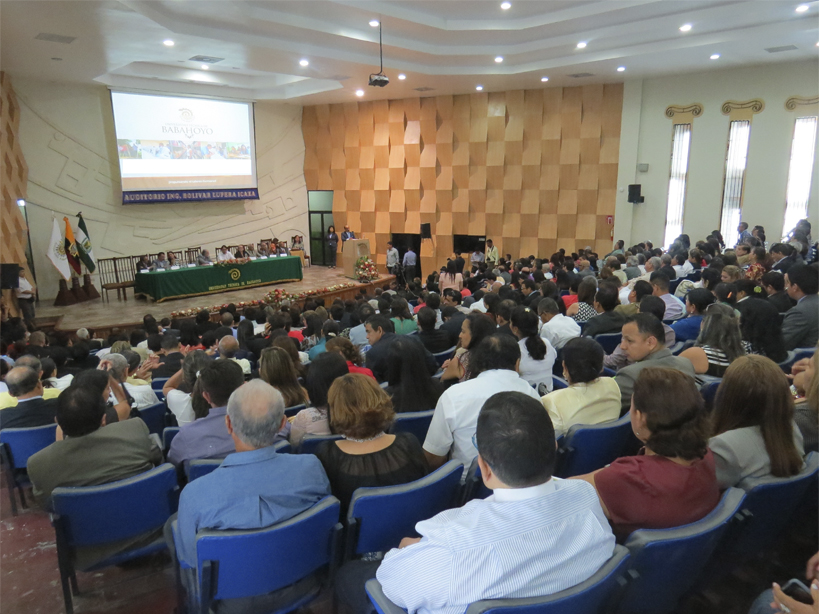
UTB

## Facultades
La universidad cuenta con las siguientes Facultades: 

### Facultad de Ciencias Jurídicas, Sociales y de Educación(FCJSE)
La Facultad está ubicada en el campus Matriz de la Universidad y cuenta con las siguientes carreas: 
ESCUELA DE EDUCACIÓN
- Pedagogía de la Actividad Física y Deporte
- Pedagogía de las Ciencias Experimentales "Informática"
- Educación Inicial
- Educación Básica

Escuela de Ciencias Sociales, Periodismo Información y Derecho
- Turismo
- Psicología
- Periodismo

### Facultad de Administración, Finanzas e Informática (FAFI)
La Facultad esta facultad está ubicada en el campus Matriz de la Universidad y cuenta con las siguientes carreras:
Escuela de Administración
- Comercio
- Contabilidad y Auditoria

Escuela de Tecnologías de la Información y la Comunicación
- Sistemas de la Información

### Facultad de Ciencias Agropecuarias (FACIAG)
La Facultad de Ciencias Agropecuarias, está ubicada en la Granja experimental "San Pablo" en la cual es sede de la misma, En 1981, la Facultad de Agronomía y Veterinaria cambió su nombre por el de “Facultad de Ciencias Agrícolas”, identificándose con las siglas “FACIAG”. Posteriormente en el año 1998 y manteniendo las mismas siglas, cambió el nombre a “Facultad de Ciencias Agropecuarias”. Actualmente cuenta con las siguientes carreras: 

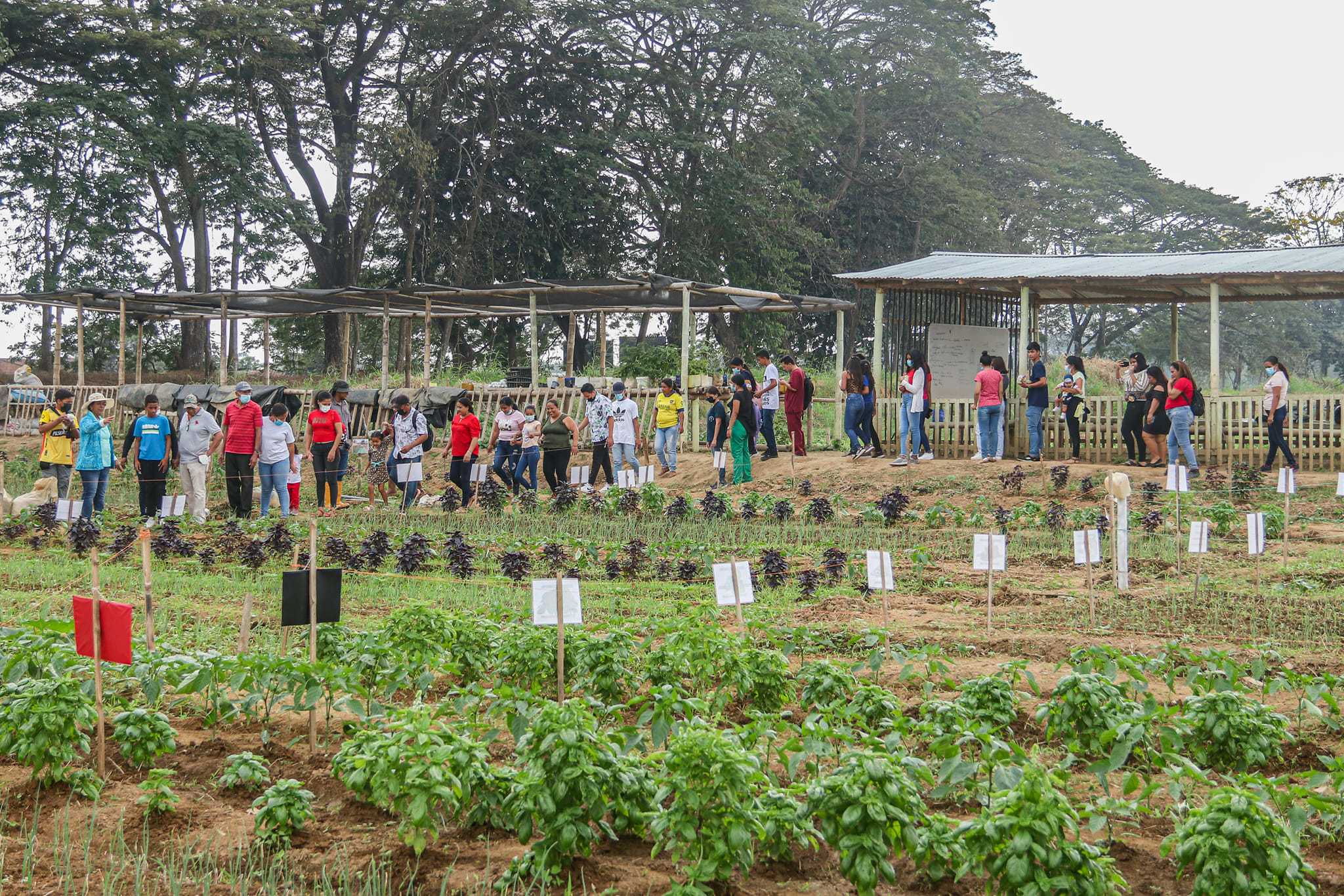

- Ingeniería Agropecuaria
- Medicina Veterinaria y Zootecnia
- Agronomía
- Agroindustria

### Facultad de Ciencias de la Salud (F.C.S)
La Facultad está ubicada en el campus Matriz, de la Universidad y cuenta con las siguientes carreras:
Escuela de Salud y Bienestar
- Fisioterapia
- Nutrición y Dietética
- Optometría
- Enfermería
- Obstetricia

La Universidad cuenta con un campus en la ciudad de Quevedo, La "Extensión de Quevedo" cuenta con dos facultades, de las cuales corresponden la (FAFI) y la (FCJSE)